# Hermann Ritter
Hermann Ritter (Wismar, 16 de septiembre de 1849 - Würzburg, 25 de enero de 1926) fue un músico alemán del Romanticismo tardío.
Por espacio de muchos años fue profesor de piano, de viola y de historia de la música de la Escuela Real de Würzburg, y es principalmente conocido por haber inventado una viola alta, destinada a ocupar en el cuarteto de arco el lugar del segundo violín, siendo, por tanto, un intermedio entre el primer violín y la viola ordinaria.

## Obras más importantes
- Die Geschichte der viola alta und die Grundsätze ihres Baues (1877; 3.ª ed., 1885);
- Repetitorium der musikgeschichte (1880);
- Populaere Elementartheorie der Musik, Aus der Harmonielehre meines Lebens (1883),
- Kathechismus der Musikaesthetik (2.ª ed., 1894);
- Allg, Encyklopädie der Musikgeschichte (1901/02).